# Kelly Seymour
Michael Arthur Seymour (bekannt als Kelly Seymour; * 5. Juni 1936 in Kokstad, Südafrika; † 17. Februar 2019 in Kapstadt, Südafrika) war ein südafrikanischer Cricketspieler, der zwischen 1963 und 1970 für die südafrikanische Nationalmannschaft spielte.

## Aktive Karriere
Seymour gab sein First-Class-Debüt in der Saison 1960/61 und spielte in der Folge für Western Province. Er sorgte für Aufsehen, als er bei einem Tour Match gegen Neuseeland in der Saison 1961/62 insgesamt zwölf Wickets (7/80 & 5/72) erzielte.  Sein Test-Debüt erfolgte bei der Tour in Australien im Dezember 1963. Dort war seine beste Leistung 3 Wickets für 80 Runs im abschließenden fünften Test der Serie. Im Jahr darauf spielte er zwei Tests gegen England und erreichte im ersten Spiel der Serie 36 Runs. Doch reichte dies nicht, sich im Nationalteam zu etablieren. Er erhielt nur noch einen weiteren Einsatz, als er fünf Jahre später bei der Tour gegen Australien in der Saison 1969/70 im ersten Test spielte. Doch konnte er auch dort nicht herausragen. Dies war die letzte Test-Serie Südafrikas, bevor es auf Grund der Apartheids-Politik des Landes vom Weltverband suspendiert wurde. Daraufhin beendete er auch seine First-Class-Karriere.

## Nach der aktiven Karriere
Seymour arbeitete als Arzt. Er verstarb im Februar 2019 im Alter von 82 Jahren.